# اچ‌ام‌اس مرشام (ام۲۷۰۹)
اچ‌ام‌اس مرشام (ام۲۷۰۹) (به انگلیسی: HMS Mersham (M2709)) یک کشتی بود که طول آن ۱۰۶ فوت ۶ اینچ (۳۲٫۴۶ متر) بود. این کشتی در سال ۱۹۵۴ ساخته شد.